# 緬扎河
緬扎河是俄羅斯的河流，屬於楚庫河的左支流，由外貝加爾邊疆區負責管轄，河道全長337公里，流域面積13,800平方公里，河水主要來雨水，每年十一月至翌年四月結冰。